# بالکان

شبه‌جزیرهٔ بالکان

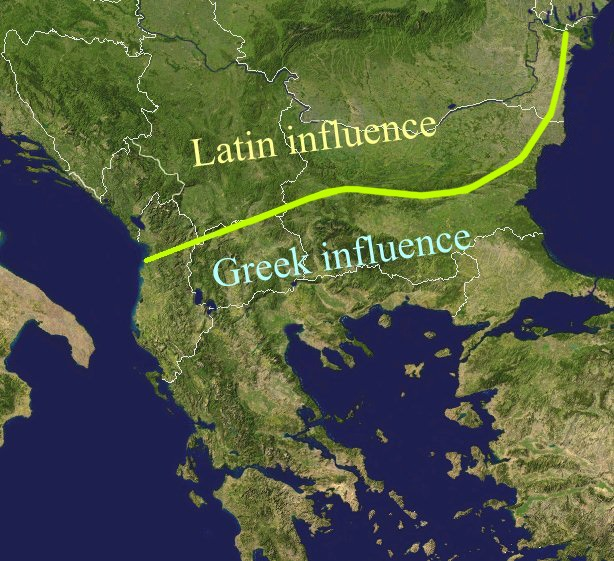
در بالکان فرهنگ یونانی حاکم است و در شمال بالکان، معمولاً فرهنگ لاتین رایج است.

بالکان منطقه‌ای و شبه جزیره‌ای جغرافیایی در جنوب شرقی اروپا با تعاریف مختلف جغرافیایی و تاریخی است. این منطقه نام خود را از کوه‌های بالکان گرفته است که در سراسر بلغارستان امتداد دارند. شبه جزیره بالکان از شمال غربی با دریای آدریاتیک، از جنوب غربی به دریای ایونی، از جنوب به دریای اژه، از شرق به تنگه‌های ترکیه و از شمال شرقی به دریای سیاه همسایه است. مرز شمالی شبه جزیره به گونه‌های مختلفی تعریف شده است. بلندترین نقطه بالکان کوه مصلی با ارتفاع ۲۹۲۵ متر (۹۵۹۶ فوت) در رشته کوه ریلا، بلغارستان است.
کشورهای دربرگیرندهٔ خاک بالکان عبارتند از:
- یونان
- آلبانی
- بلغارستان
- کوزوو
- بوسنی و هرزگوین
- کرواسی
- اسلوونی
- مقدونیه شمالی
- صربستان
- مونته‌نگرو
- رومانی
- ترکیه (بخش اروپایی)

پهنهٔ منطقهٔ بالکان ۷۲۸٬۰۰۰ کیلومتر مربع و جمعیت آن بیش از ۶۰ میلیون نفر است.

## ریشهٔ نام
نام بالکان از رشته کوه بالکان گرفته شده که از مرکز بلغارستان تا بخش شرقی صربستان کشیده شده است. باور بر این است این رشته کوه نیز نام خود را از زبان ترکی گرفته است. در ترکی «بالکان» به معنی رشته‌کوه‌های پوشیده از درخت است و باید زمانی که قبایل ترک در سدهٔ ۱۱ و ۱۲ میلادی به این ناحیه وارد شدند، اطلاق شده باشد. این نام هنوز در آسیای مرکزی در رشته‌کوه‌های بلخان و استان بلخان در ترکمنستان حفظ شده است.

## تاریخچه
انقلاب بالکان علیه حکومت امپراتوری عثمانی از سال ۱۸۷۵ تا ۱۸۷۷ میلادی صورت گرفت، در نتیجه یوگسلاوی و بلغارستان استقلال خود را بدست آوردند.

## جغرافیای محیطی
شبه‌جزیرهٔ بالکان واقع در جنوب‌شرقی اروپا و شمال‌غربی کشور ترکیه و جنوب‌غربی روسیه است. شبه‌جزیرهٔ بالکان با دریای آدریاتیک در شمال غربی، دریای یونان در جنوب غربی، دریای اژه در جنوب و جنوب شرقی و دریای سیاه در شرق و شمال شرقی احاطه شده است. مرز شمالی شبه‌جزیره به‌طور متفاوت تعریف شده و معمولاً گفته می‌شود که شبه‌جزیره بالکان در شمال توسط کوه‌های آلپ مرزبندی شده است. بالاترین نقطهٔ بالکان قلهٔ مصلی با ۲٬۹۲۵ متر (۹٬۵۹۶ فوت) ارتفاع در کوه ریلا است.
پس از فروپاشی اتحاد جماهیر شوروی دارای چند کشور دیگر شد. امروزه کشورهای این شبه‌جزیره عبارت است از:
آلبانی، یونان، کوزوو، بلغارستان، بوسنی و هرزگوین، کرواسی، اسلوونی، مقدونیه، صربستان، مونته‌نگرو، رومانی و ترکیه (بخش اروپایی).

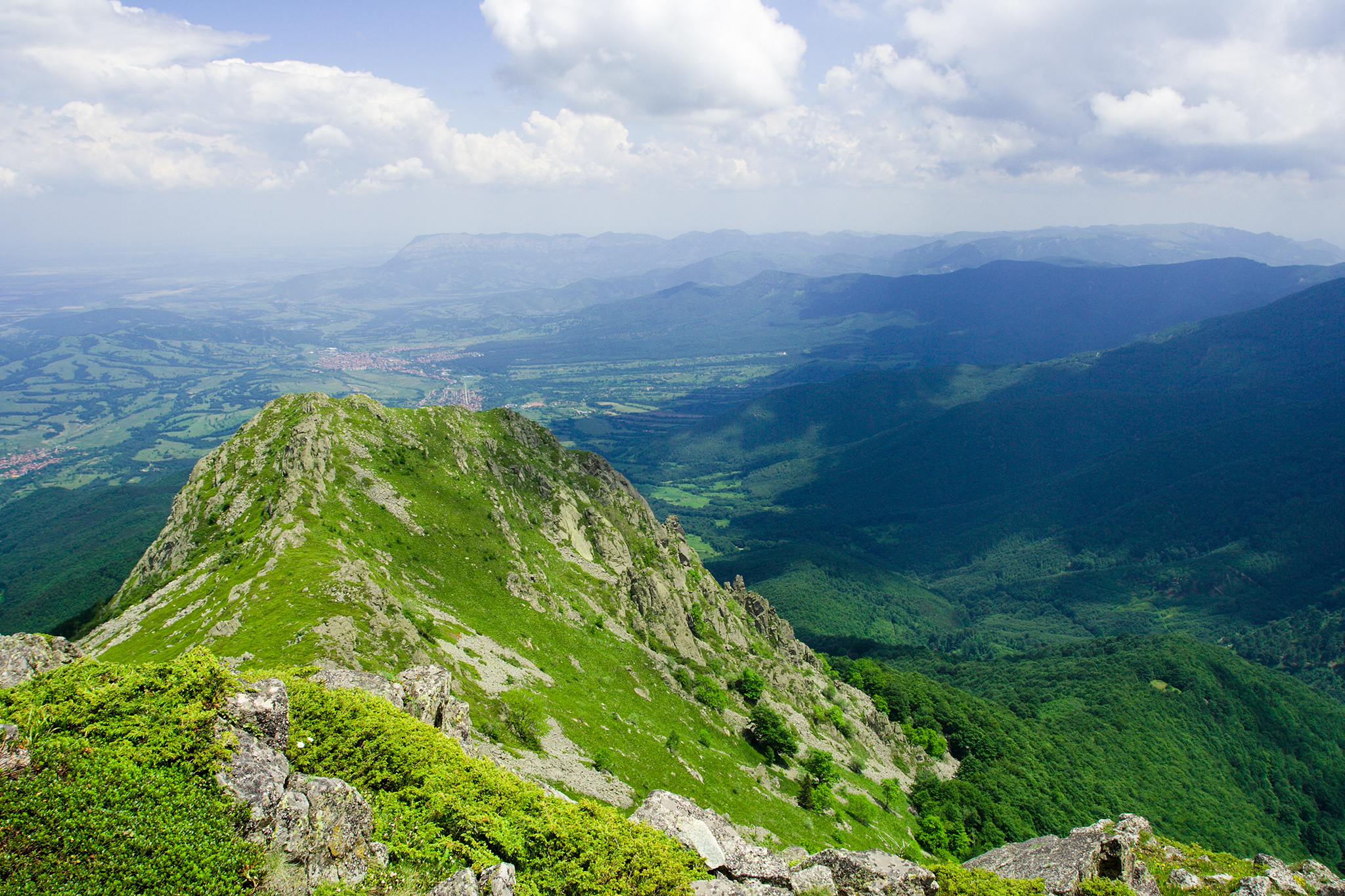
رشته‌کوه بالکان
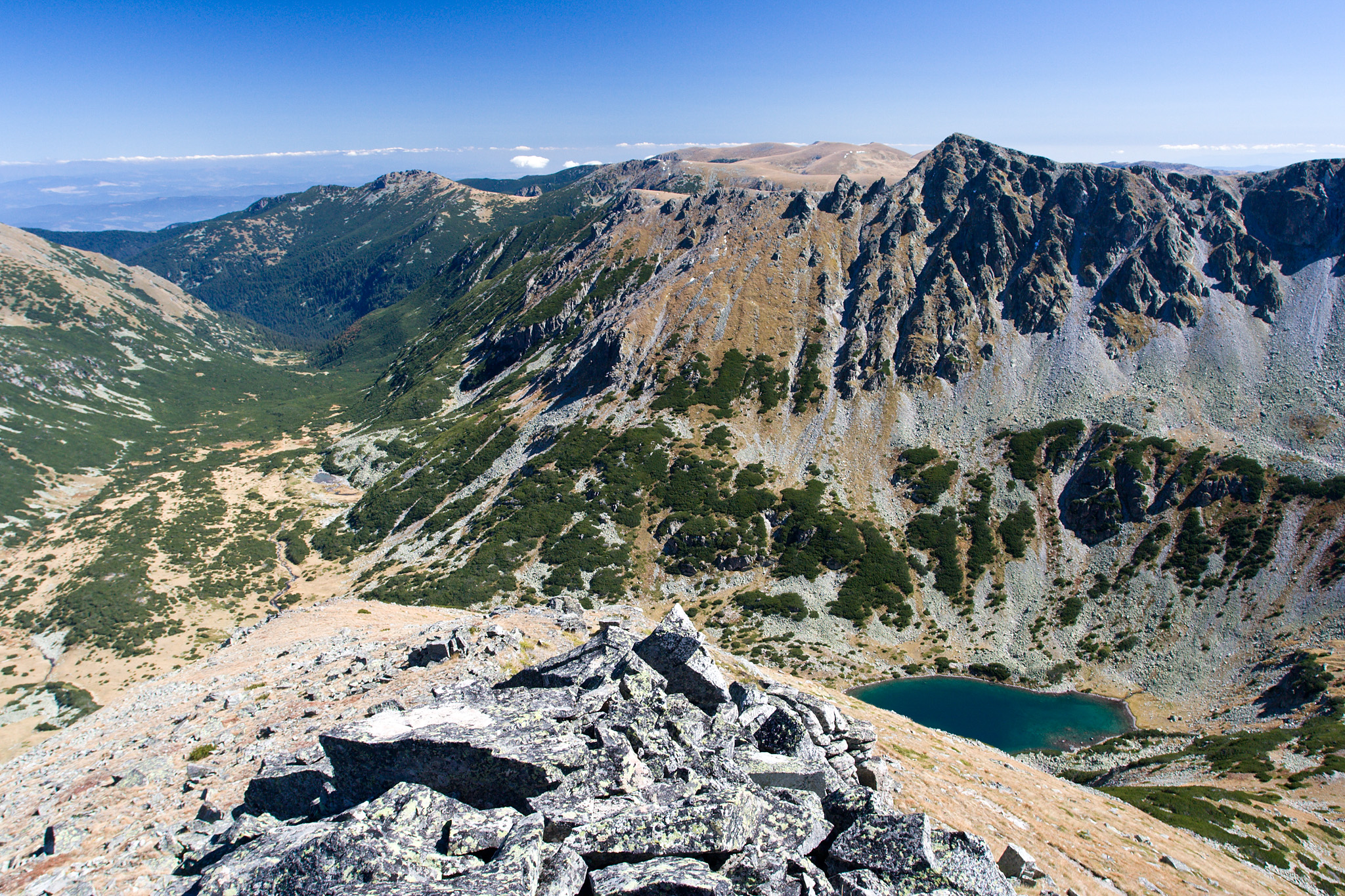
رشته‌کوه ریلا
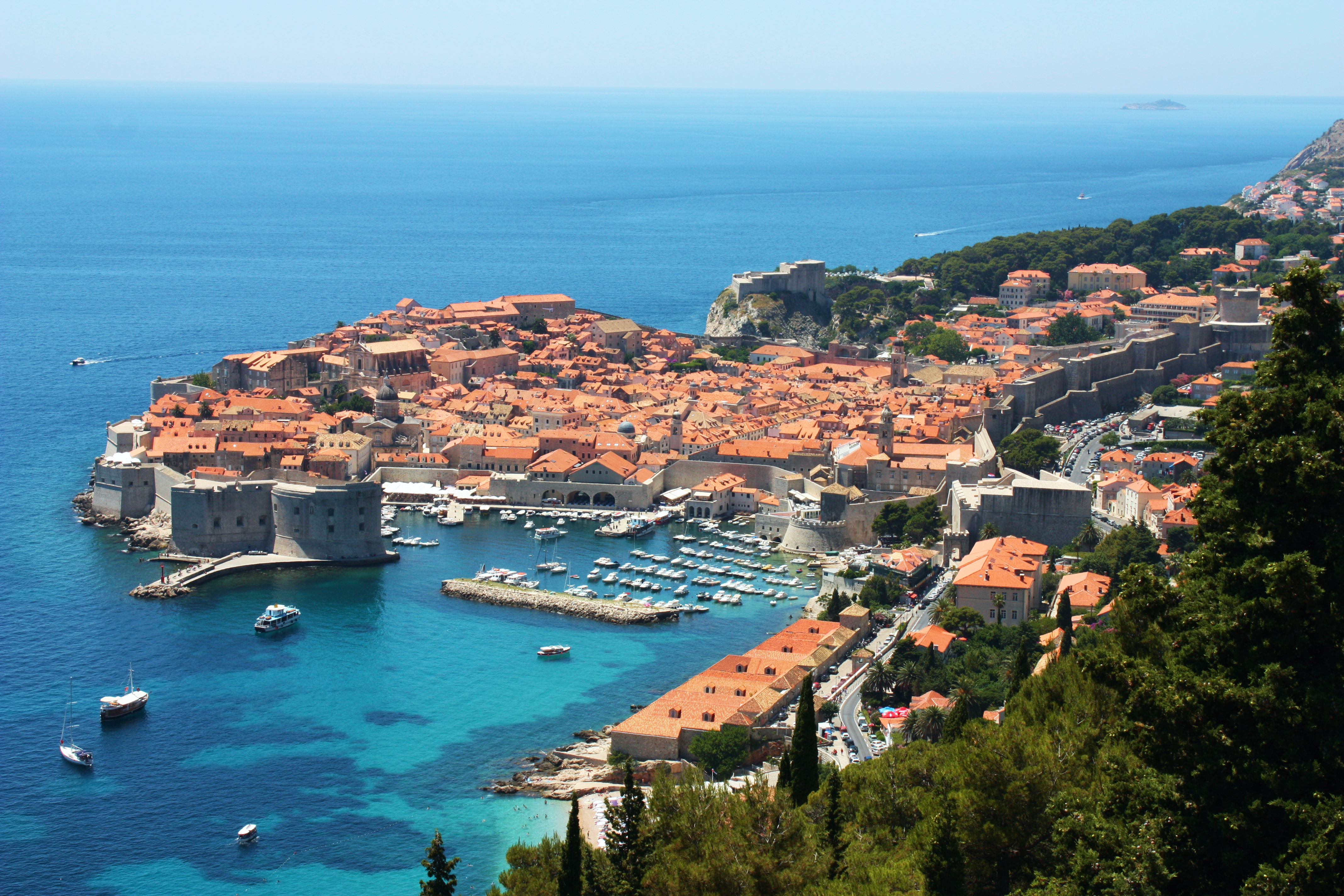
دوبروونیک
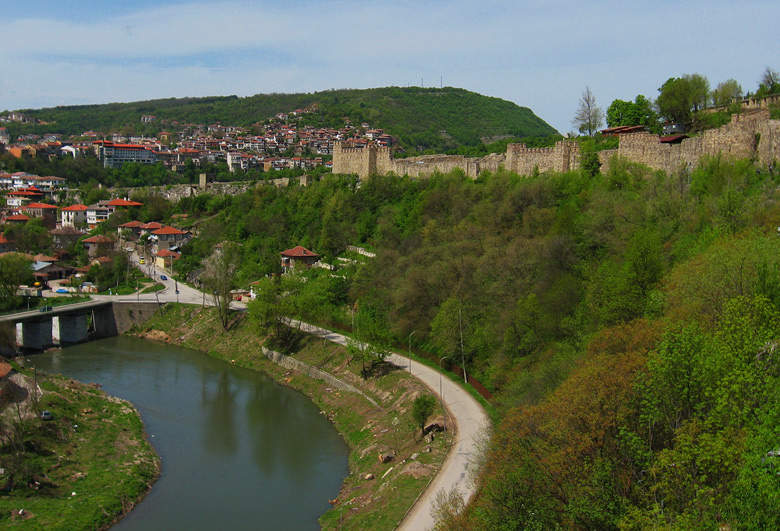
قلعهٔ ساروِت

## زبان
این شبه جزیره دارای اقوامی با زبان‌های عمدتاً هندواروپایی همچون مقدونی، رومانیایی، بلغاری، اسلوونیایی، صربی، آلبانیایی، کرواتی، بوسنیایی، ترکی و یونانی است.

## وسعت و مساحت

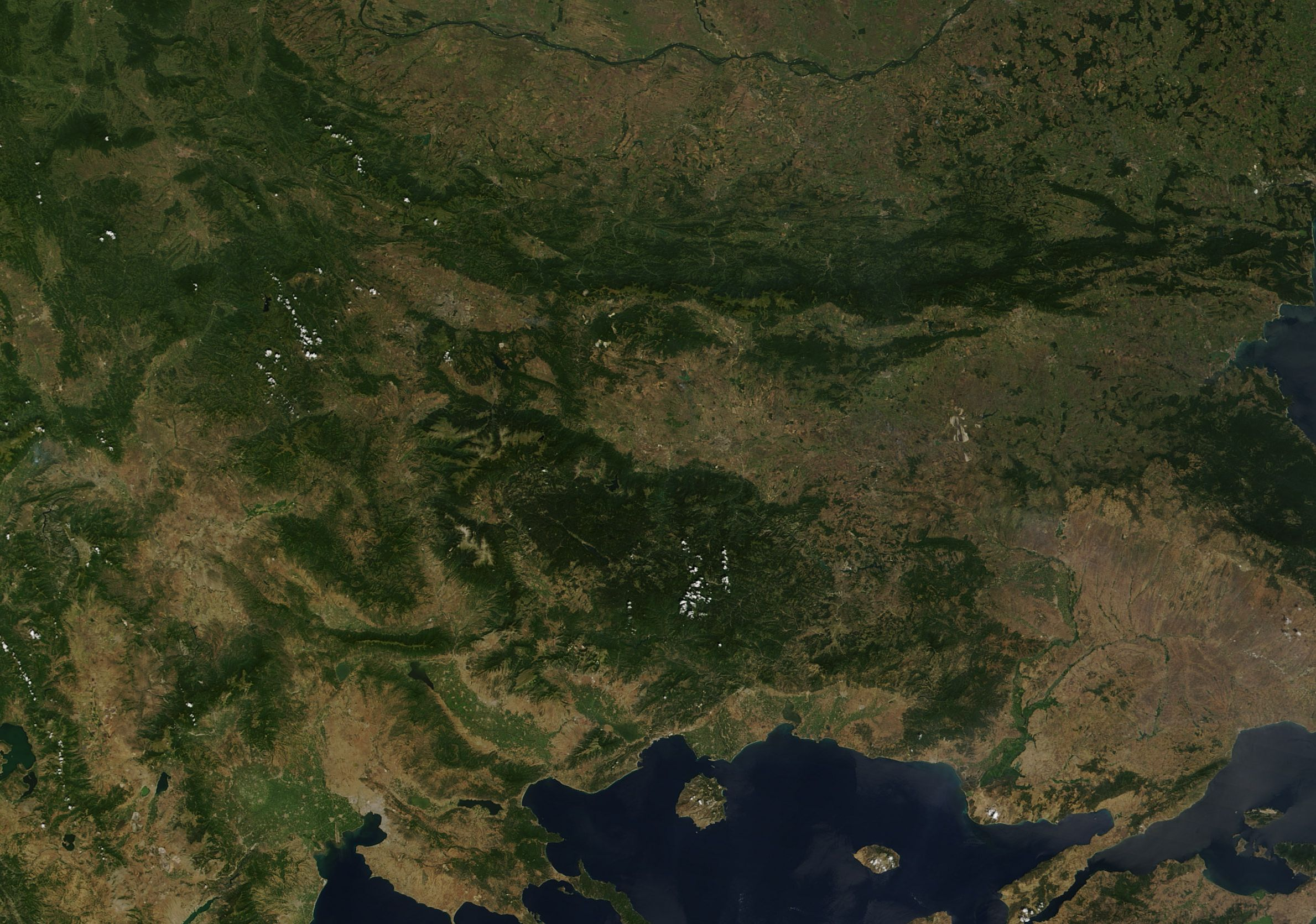
تصویر ماهواره ای از کوه‌های بالکان

شبه‌جزیره بالکان دارای وسعتی به اندازهٔ ۷۲۸ هزار کیلومتر مربع است.
مساحت هر یک از کشورهای شبه‌جزیره بالکان عبارتند از:
۱. یونان ۱۳۱ هزار کیلومتر مربع
۲. آلبانی ۲۸ هزار کیلومتر مربع
۳. بلغارستان ۱۱۰ هزار کیلومتر مربع
۴. کوزوو ۱۰ هزار کیلومتر مربع
۵. بوسنی و هرزگوین ۵۱ هزار کیلومتر مربع
۶. کرواسی ۵۶ هزار کیلومتر مربع
۷. اسلوونی ۲۰ هزار کیلومتر مربع
۸. مقدونیه ۲۸ هزار کیلومتر مربع
۹. صربستان ۸۸ هزار کیلومتر مربع
۱۰ مونته‌نگرو ۱۳ هزار کیلومتر مربع
۱۱. مجارستان ۹۳ هزار کیلومتر مربع
۱۲. رومانی ۲۳۸ هزار کیلومتر مربع؛ که بزرگ‌ترین کشور شبه‌جزیره بالکان است.
۱۳. ترکیه (بخش اروپایی)